# Michelle Akers
Pour l’article homonyme, voir Akers.
Michelle Akers, née le 1er février 1966 à Santa Clara en Californie (États-Unis), est une footballeuse internationale américaine.
Akers débute en universitaire avec l'équipe des Knights de l'UCF de l'université du centre de la Floride. Elle intègre l'équipe des États-Unis de football féminin à sa création en 1985. Cadre de la sélection, Michelle participe au sacre américain lors de la première édition de la Coupe du monde féminine. Ses dix buts lui permettent de terminer meilleure buteuse de la compétition et seconde meilleure joueuse. Les Américaines terminent troisième du Mondial 1995 avant de remporte l'or à domicile lors des Jeux olympiques 1996. Trois ans plus tard, Akers remporte son second sacre mondial avec la Coupe du monde 1999.
Michelle connaît une courte carrière professionnelle en club avec trois périodes de quelques mois en Suède au Tyresö FF en 1990, 1992 et 1994 ainsi qu'aux États-Unis avec l'Orlando CSC en 1993.
Considérée comme l'une des meilleures joueuses de l'histoire du football féminin, Michelle Akers est élue trois fois footballeuse américaine de l'année et seconde meilleure joueuse du XXe siècle par l'IFFHS. En 2004, l'attaquante entre au National Soccer Hall of Fame et fait partie des deux seules femmes membres du FIFA 100.

## Biographie

### Enfance et formation universitaire
Michelle Akers grandit dans la région de Seattle (Washington) et pratique alors le football avec les garçons et à la Shorecrest High School (en). Elle y est nommée parmi les All-America à trois reprises,,.
Akers intègre par la suite l'université du centre de la Floride à Orlando (en Floride), pendant laquelle elle évolue sous les couleurs des Golden Knights, l'équipe de soccer de l'université. Elle y est désignée All-American athlete durant les quatre années de son cursus. En 1988, elle devient la première lauréat du Trophée Hermann féminin, récompensant la meilleure joueuse universitaire des États-Unis. Michelle obtient de son diplôme l'année suivante et termine son cursus en tant que meilleur marqueur de l'histoire de l'école,.

### En équipe nationale (1985-2000)
Le 18 août 1985, Akers fait ses débuts au sein de l’équipe nationale féminine américaine lors du tout premier match international de son équipe, contre l’Italie (défaite 0-1). Trois jours plus tard, elle marque le premier but de l’histoire de l’équipe,, lors d’un match nul avec le Danemark.
Durant cette période universitaire, elle appartient à la première sélection des États-Unis en 1985. Elle inscrit quinze buts en 24 matchs avec la sélection américaine entre 1985 et 1990.
En 1991, Akers prend part à la première Coupe du monde féminine, organisée par la FIFA en Chine. Lors du premier match, Akers et les Américaines l'emportent 3-2 contre ses coéquipières en club, la Suède. Michelle inscrit son premier but lors du second match face au Brésil (5-0), puis un doublé dans le dernier match de poule face au Japon (3-0). En quart-de-finale contre Taipei, l'attaquante inscrit le second quintuplé de l'histoire de la sélection américaine (7-0). Les États-Unis viennent à bout de l'Allemagne en demie avant qu'Akers inscrive les deux buts de son équipe en finale contre la Norvège (2-1). En plus du titre, Michelle termine meilleure buteuse avec dix réalisations et le titre de deuxième meilleur joueuse, derrière sa coéquipière Carin Jennings-Gabarra. Lors de la compétition, elle forme un trio offensif avec April Heinrichs et Carin Jennings. Sur l'année 1991, Akers établie le record de buts marqués en une seule année au sein de la sélection américaine, en marquant 39 buts en 26 apparitions.
Après le Mondial 1991, Akers apprend qu'elle est atteinte des syndromes de fatigue chronique et de dysfonctionnement immunitaire. Elle apprend à gérer son régime alimentaire et ses habitudes d’entraînement et devient milieu de terrain pour minimiser les coups infligés par les défenseuses adverses. Malgré les précautions, Akers subit une commotion cérébrale.
Lors de la Coupe du monde 1995, Akers se blesse au genou lors du premier match. Elle revient pour la demi-finale perdue face à la Norvège. L'équipe américaine obtient la troisième place.

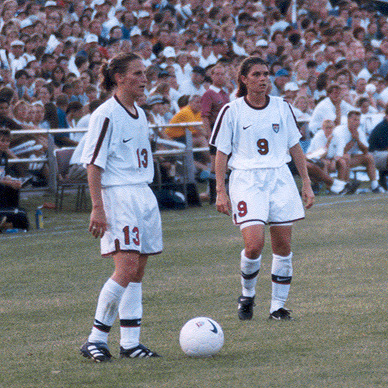
En équipe nationale, Akers fait partie des cadres avec Lilly et Hamm (ici en 1998).

En 1996, les Américaines sont championnes olympiques à domicile.  En tant que milieu de terrain, Akers inscrit un penalty décisif lors de la demi-finale contre la Norvège, qui permet d'aller en prolongations. Les Américaines obtiennent la médaille d'or en vainquant la Chine.
En 1998, elle est nommée au FIFA Order of Merit (en) pour sa contribution au développement du football.

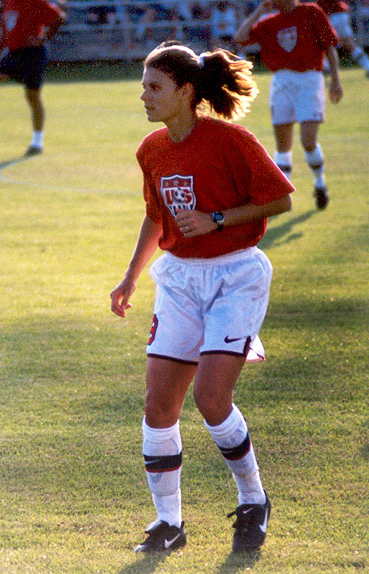
Hamm devient progressivement la nouvelle star du soccer féminin américain, après Akers.

Akers et l'équipe américaine remportent la Coupe du monde 1999. Bien qu’elle ne soit plus la star de l'équipe qui compte la machine à marquer Mia Hamm et le gardien de but Briana Scurry, Akers marque lors du second match contre le Nigeria (7-1) puis double la mise sur penalty en demi-finale face au Brésil (2-0). Après la victoire aux tirs au but contre la Chine (0-0 tab 5-4), Akers est nommée dans l’équipe type du tournoi, à 33 ans et demi.
Elle prend sa retraite internationale en 2000, peu avant les Jeux olympiques de Sydney, gêné par une blessure à l’épaule. Avec ses 105 buts en équipe nationale, Akers est alors la seconde meilleure buteuse de la sélection américaine derrière Mia Hamm. Cette même année, Akers est élue co-meilleure joueuse du XXe siècle,, un honneur qu'elle a partagé avec le joueur chinois Sun Wen.

### Carrière éphémère en club (1990-1994)
En 1990, Akers quitte les États-Unis pour devenir semi-professionnel durant deux mois et demi au Tyresö FF à Damallsvenskan (Suède).
En 1992, elle revient à Tyresö et établit un record du championnat suédois en marquant 43 buts.
En 1993, Akers évolue pour le Orlando Calibre Soccer Club, une équipe fondée par des femmes ayant joué pour l'université du centre de la Floride.
En 1994, Michelle revient à Tyresö pendant trois mois avec trois autres joueuses américaines : Kristine Lilly, Julie Foudy et Mary Harvey. Mais l'équipe n'arrive pas à remporter le championnat.

### Reconversion (depuis 2000)
Après avoir pris officiellement sa retraite en octobre 2001, Akers crée une association à but non lucratif. La Michelle Akers Horse Rescue & Outreach, Inc. est dédiée aux soins des chevaux et autres animaux abandonnés de sa ferme de Powder Springs, en Géorgie,.
En 2004, Michelle est nommée au National Soccer Hall of Fame américain ainsi qu'au FIFA 100, liste des 125 meilleurs footballeurs vivants. Avec Mia Hamm, elles sont les seules à représenter les États-Unis et les deux seules femmes de la liste.
Depuis sa retraite, elle continue à promouvoir le football et écrit plusieurs livres, dont un documentant sa lutte contre le syndrome de fatigue chronique.

## Style de jeu
Avec son mètre soixante-dix-huit, Michelle Akers est une figure imposante sur le terrain et est une joueuse complète. Ce poste offensif lui est imposé au début de sa carrière internationale. Elle demande à ces entraîneurs consécutifs quels joueurs suivre pour s'initier à son nouveau métier d'attaquante. « Rudi Völler, Marco van Basten, Jürgen Klinsmann, Gary Lineker, j'ai essayé d'imiter la façon dont ils pivotaient balle au pied avant de foncer vers le but ».
Travailleuse infatigable et connue pour son style de jeu agressif et physique, Akers apprend à canaliser ses efforts. Une fois son syndrome de fatigue chronique détectée, elle laisse son poste d'attaquante pour être moins exposé aux défenseuses adverses en tant que milieu de terrain. En 2016, elle se définit comme une « meneuse de jeu née. J'aimais m'emparer des ballons, les distribuer et voir le jeu se déployer devant moi ». À ce poste, elle est notamment élue dans l'équipe-type de la Coupe du monde 1999.

## Statistiques

### En sélection nationale

#### Statistiques par année
| Statistiques en sélection | Statistiques en sélection | Statistiques en sélection | Statistiques en sélection | Statistiques en sélection | Statistiques en sélection |
| Année                     | MJ                        | T                         | Buts                      | PD                        |                           |
| ------------------------- | ------------------------- | ------------------------- | ------------------------- | ------------------------- | ------------------------- |
| 1985                      | 2                         | 2                         | 2                         | 0                         |                           |
| 1986                      | 5                         | 5                         | 0                         | 0                         |                           |
| 1987                      | 9                         | 8                         | 3                         | 0                         |                           |
| 1988                      | 2                         | 2                         | 0                         | 1                         |                           |
| 1990                      | 6                         | 5                         | 9                         | 1                         |                           |
| 1991                      | 26                        | 25                        | 39                        | 8                         |                           |
| 1993                      | 12                        | 12                        | 6                         | 6                         |                           |
| 1994                      | 12                        | 7                         | 11                        | 7                         |                           |
| 1995                      | 18                        | 17                        | 15                        | 5                         |                           |
| 1996                      | 17                        | 16                        | 7                         | 3                         |                           |
| 1997                      | 2                         | 2                         | 1                         | 0                         |                           |
| 1998                      | 15                        | 15                        | 5                         | 4                         |                           |
| 1999                      | 20                        | 18                        | 6                         | 1                         |                           |
| 2000                      | 7                         | 3                         | 1                         | 0                         |                           |
| Total                     | 153                       | 137                       | 105                       | 36                        |                           |

#### Statistiques par compétition internationale
| Statistiques par compétition internationale | Statistiques par compétition internationale | Statistiques par compétition internationale | Statistiques par compétition internationale | Statistiques par compétition internationale | Statistiques par compétition internationale | Statistiques par compétition internationale |
| Compétition                                 | Tour                                        | Date                                        | Lieu                                        | Adversaire                                  | Score                                       | Notes                                       |
| ------------------------------------------- | ------------------------------------------- | ------------------------------------------- | ------------------------------------------- | ------------------------------------------- | ------------------------------------------- | ------------------------------------------- |
| Coupe du monde 1991                         | Groupe                                      | 17 novembre 1991                            | Panyu                                       | Suède                                       | 3-2                                         |                                             |
| Coupe du monde 1991                         | Groupe                                      | 19 novembre 1991                            | Panyu                                       | Brésil                                      | 5-0                                         | 39e                                         |
| Coupe du monde 1991                         | Groupe                                      | 21 novembre 1991                            | Foshan                                      | Japon                                       | 3-0                                         | 20e 37e, 41e                                |
| Coupe du monde 1991                         | Quart-de-finale                             | 24 novembre 1991                            | Foshan                                      | Taipei chinois                              | 7-0                                         | 8e 29e 33e 44e (pen.) 48e                   |
| Coupe du monde 1991                         | Demi-finale                                 | 27 novembre 1991                            | Guangzhou                                   | Allemagne                                   | 5-2                                         | 67e                                         |
| Coupe du monde 1991                         | Finale                                      | 30 novembre 1991                            | Guangzhou                                   | Norvège                                     | 2-1                                         | 20e 79e, 54e                                |
| Coupe du monde 1995                         | Groupe                                      | 6 juin 1995                                 | Gävle                                       | Chine                                       | 3-3                                         | 18e                                         |
| Coupe du monde 1995                         | Demi-finale                                 | 15 juin 1995                                | Västerås                                    | Norvège                                     | 1-2                                         |                                             |
| JO 1996                                     | Groupe                                      | 21 juillet 1996                             | Orlando                                     | Danemark                                    | 3-0                                         | 62e                                         |
| JO 1996                                     | Groupe                                      | 23 juillet 1996                             | Orlando                                     | Suède                                       | 2-1                                         |                                             |
| JO 1996                                     | Groupe                                      | 25 juillet 1996                             | Miami                                       | Chine                                       | 0-0                                         |                                             |
| JO 1996                                     | Demi-finale                                 | 28 juillet 1996                             | Athens                                      | Norvège                                     | 2-1 ap                                      | 76e (pen.)                                  |
| JO 1996                                     | Finale                                      | 1er août 1996                               | Athens                                      | Chine                                       | 2-1                                         |                                             |
| Coupe du monde 1999                         | Groupe                                      | 19 juin 1999                                | East Rutherford                             | Danemark                                    | 3-0                                         |                                             |
| Coupe du monde 1999                         | Groupe                                      | 24 juin 1999                                | Chicago                                     | Nigeria                                     | 7-1                                         | 39e, 45e                                    |
| Coupe du monde 1999                         | Quart-de-finale                             | 1er juillet 1999                            | Washington                                  | Allemagne                                   | 3-2                                         |                                             |
| Coupe du monde 1999                         | Demi-finale                                 | 4 juillet 1999                              | Palo Alto                                   | Brésil                                      | 2-0                                         | 80e (pen.), 90e                             |
| Coupe du monde 1999                         | Finale                                      | 10 juillet 1999                             | Los Angeles                                 | Chine                                       | 0-0 tab 5-4                                 | 74e, 91e                                    |

## Palmarès

### Trophées collectifs
- Coupe du monde de football féminin (2)
  - Vainqueur : 1991 et 1999
  - Troisième : 1995
- Jeux Olympiques d'été (1)
  - Vainqueur : 1996

### Distinctions individuelles
- Membre du FIFA 100
- Élue Joueuse du Siècle par la FIFA en 2000
- Élue seconde meilleure joueuse du XXe siècle par l'IFFHS
- Trois fois footballeuse américain de l'année : 1990, 1991 et 1999
- Coupe du monde
  - Ballon d'argent : 1991
  - Meilleure buteuse : 1991 (10 buts)
  - Membre de l'équipe-type : 1999
- Lauréate du Trophée Hermann en 1988

## Vie privée
De 1990 à 1995, Michelle est mariée et s’appelle Akers-Stahl.